# 奄美黒糖焼酎
奄美黒糖焼酎（あまみこくとうしょうちゅう）は、鹿児島県の奄美群島のみで造られている、米麹とサトウキビの絞り汁から作った純黒砂糖を原料に醸造し、単式蒸留した本格焼酎。奄美大島酒造協同組合の地域団体商標である。一般名詞は黒糖焼酎（こくとうしょうちゅう、こくとうじょうちゅう）である。

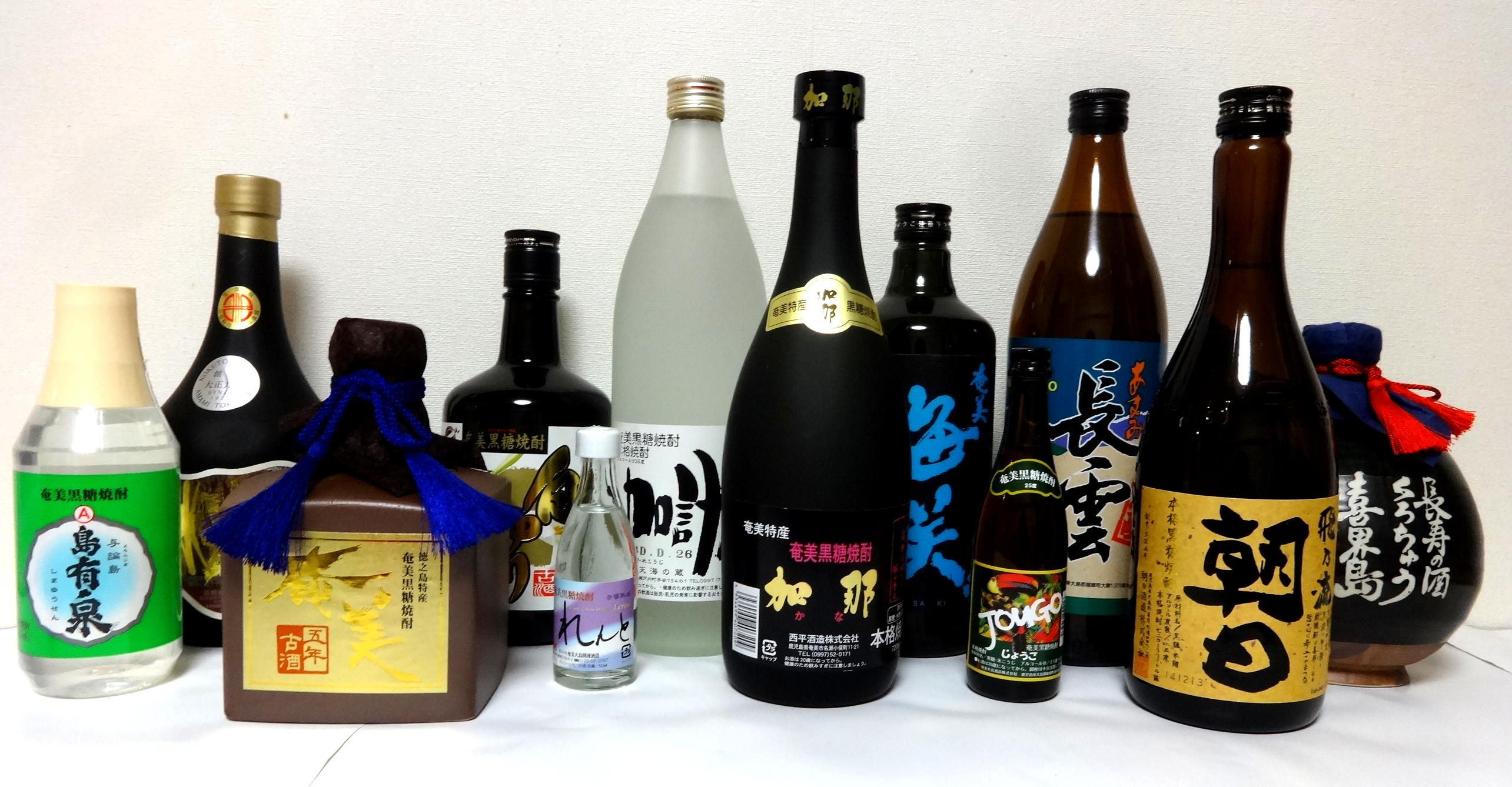
市販の各種奄美黒糖焼酎

奄美黒糖焼酎は、サトウキビ栽培が盛んな奄美群島に20世紀から伝わるもろみ取り焼酎で、酒税法第3条の用語では「単式蒸留焼酎」（旧「しようちゆう乙類」）に属し、一般には「本格焼酎」または「焼酎乙類」と表記されている。多くは無色透明であるが、オーク（樫）の木樽に入れて熟成させることにより淡い琥珀色を呈し、洋酒のような樽香を持つものもある。2020年時点で、奄美群島内の5つの島にある23場の蔵元が16社の納税企業名（共同瓶詰め専門の2社を含む）で製造、出荷を行っている。この他に、鹿児島県鹿屋市、京都府京都市などの酒販業者や宮内庁からの委託で奄美群島内で作られ、独自銘柄で販売されている黒糖焼酎がある。
サトウキビの絞り汁から作る純黒砂糖と米麹が主原料である。通常1回だけ行われる蒸留の際に黒砂糖と米麹由来の芳醇な風味は加わるが、糖分自体は焼酎へ移行せず、蒸留後に糖分を加えることはないので、焼酎に含まれる糖分はゼロである。糖分以外の他の微量成分による甘味が感じられる銘柄もある。黒砂糖は奄美群島の奄美大島、徳之島、加計呂麻島、喜界島産の他、沖縄県産のものが使われる場合が多い。沖縄県産の方が「離島振興法」に基づく産業振興補助金や格差補給金があり、価格が安いためであるが、風土や製法の違いで風味に違いがある。
酒税法に関連した国税庁の通達によって、含糖物質（砂糖、蜂蜜、メープルシロップなど）を使って「焼酎」が作れるのは熊本国税局大島税務署が所管する奄美群島に限られる。愛知県に米麹と黒砂糖を使って蒸留酒を製造していた例やタイに米麹と黒糖で作る蒸留酒の例もあるが、酒税法上はいずれもスピリッツと扱われ、アルコール度数37度未満では、酒税が割高となる。
奄美群島内での消費の他、日本全国に流通している。平成25醸造年度（2013年7月から1年間）の鹿児島県外への出荷比率は約6割に達しているが、黒糖焼酎の知名度はまだ芋焼酎、麦焼酎、米焼酎や泡盛よりも低く、全国で消費される焼酎の中に占める割合は2%程度にとどまっており、県外の飲食店では提供している例が少数派であるのが実情である。県外の地域別では、以前は奄美出身者が多い大阪府や兵庫県などの近畿地方への出荷が最も多かったが、1990年代以降は東京都などの関東地方向けが最も多くなった。ただし関東、関西のスーパーマーケットなどで買える銘柄は大手数社のものに限られており、それ以外は専門の酒販店に行くか通信販売の利用でないと希望の銘柄が買えない場合が多い。百貨店の鹿児島物産展などの催事で売られる場合もある。

## 名称
一般名詞は黒糖焼酎（こくとうしょうちゅう、こくとうじょうちゅう）。奄美方言で酒は「せー」（奄美大島、喜界島）、「せぅー」（宇検村）、「さき」（沖永良部島）、「さい」（与論島）などと呼ばれ、何も修飾語をつけなくても黒糖焼酎を指すが、区別するために黒砂糖ぜー（くるざたぜー）、黒砂糖ぜーくゎ（くるざたぜーくゎ）のような言い方もある。
喜界島酒造は自社の製品に「くろちゅう」という略称を併記しており、過去には「黒糖酎」と記載したこともあるが、いずれも他社製品に浸透した呼び方ではない。
黒糖酒（こくとうしゅ）という呼び方も過去にあったが、現在は徳之島、沖縄本島、南大東島や、高知県などの、米麹を使わないラム酒（スピリッツ）に分類される蒸留酒に対して用いられることが多い。また黒砂糖酒（くろざとうしゅ）、黒砂糖焼酎（くろざとうじょうちゅう）という言い方も1980年代まで一部の商品に表示されていた。

## 製法
洗った米（多くはタイ産の粳米）を蒸して麹菌を散布し、2日間弱棚で熟成させた米麹に水を加えて5-7日間一次仕込みした後、サトウキビの黒砂糖を水に溶かした糖液と酵母を加えて10日から14日かけて二次仕込みし、液に含まれるショ糖などの糖を酵母の作用でアルコール発酵（醸造）させ、アルコール度数14度から16度程度のもろみとする。場合によっては米麹の熟成時間を半分にした半麹を使ったり、さらに糖液を加えて三次仕込みをする例もある。仕込みに使う容器も甕、琺瑯タンク、FRPタンクなどの違いがある。発酵したもろみを単式蒸留機で蒸留し、検査、度数調整、貯蔵の後、場合により木樽やタンクで熟成させてから、必要に応じて度数調整して瓶詰めする。
なお、仕込みの最盛期は1月から5月で、伝統的には夏場（7-9月）は温度が上がりすぎて酵母の働きが悪くなり、アルコール発酵がうまくいかないため、仕込みはされない。もろみが35℃を超えると発酵が止まり、特に果糖が残存するなどの障害がでるが、現在は高温に強い酵母も分離培養されている。一次仕込みからもろみ完成までの全てを甕ひとつの中で行う仕込み方法はどんぶり仕込みなどと呼ばれるが、現在は別の容器で一次仕込み、二次仕込みを行う例が多い。
米、甘藷などと比べて、黒砂糖は原料単価が高いため、一般に原料コストが割高である。一般に米と黒糖の重量比は1.4倍から2倍程度までの範囲で蔵元、銘柄毎に設定が行われている。壱乃醸朝日は例外的に4倍近く使っている。米の比率を上げたり、半麹を使うと芳醇な香りが強まり、黒糖の比率を上げるとすっきりした味わいになる傾向がある。また、米や黒糖の違いによっても風味に差が出る。
蒸留はほとんどが90℃程度に熱して行う常圧蒸留であるが、奄美大島酒造、町田酒造、奄美大島開運酒造、沖永良部酒造などのように銘柄によって減圧蒸留も取り入れている蔵元もある。減圧蒸留では、低温の50℃前後でアルコールが蒸発して分離されるため、材料独特の香りや持ち味は減るが、すっきりした風味となる。風味が異なる両者をブレンドして調整する例もある。
原酒はアルコール度数が40度以上あり、特に初垂れ（はなたれ）と呼ばれる最初の部分では60度以上あるが、酒税法における「焼酎」とするには、割り水を加えて45度以下に薄める必要がある。従来は30度に調整したものが一般的であったが、現在は25度がもっとも売れている。より原酒に近い44度、43度、40度のものや、近年は飲みやすくする目的で20度、15度、12度に薄めたものなどもある。
蒸留後の焼酎の原酒は、味や香りが荒々しく、貯蔵することによって酒質を安定させる必要がある。また、焼酎や泡盛は、熟成することによって米由来のフェルラ酸からバニリンが生成され、その香りが加わる。このため、ほとんどの製品が1年以上の熟成を経てから出荷され、コスト、売価との見合いで2-3年熟成の製品が多い。限定品として販売された古酒では30年熟成の「魔峡の雫」、25年熟成の「加那伝説悠々」、20年熟成の「住の江」、「秋利神」、18年熟成の「龍郷」などがあり、30年熟成酒をブレンドした「昇龍眠龍」、「加那伝説源」、長期間仕次ぎ手法で原酒を貯蔵した「黒潮」などもある。熟成に用いる容器も琺瑯タンク、オークの酒樽（俗に樫樽と呼ばれているがコナラ属の木を使う）、シェリー酒に使った酒樽、甕などの違いがある。樽で熟成させた銘柄は、内側を焼いた樽の色が徐々に移り、淡い琥珀色を呈し、洋酒のような風味を持つが、代表的な銘柄に「加那」、まんこい、天孫岳、高倉、里の曙GOLD、紅さんご、甚松、キャプテンキッド、ブラック奄美、奄美エイジング、白ゆり、まぁさんなどがある。蔵元によってはタンクに取り付けた音響装置によって微妙な振動を与えて熟成を促している例もある。昔ながらの甕熟成（甕寝かせ）の銘柄には、海亀の独り言、朝日甕壺貯蔵、奄美夢幻、宝もんなどがある。
奄美群島の内、奄美大島は森林が多く軟水もあるが、その他の島はカルシウムを多く含む硬水となっている。仕込みに使う水の水質も製品の持ち味に関係するが、割り水はイオン交換樹脂などでカルシウムを除去処理した軟水で行われるのが一般的である。

### 仕込み方法
現在、主に二段仕込みが行われているが、芳醇な甘味が出せる三段仕込みを行う例もある。また、ごく一部に黒糖を糖液にせず、ブロックのまま投入する銘柄もある。
- 二段仕込み

1. 製麹 - 粳米を蒸して、種麹を撒き、コウジカビ類を2日程度かけて繁殖させる。
2. 一次仕込み - 麹を水、酵母を入れた甕などに加え発酵させる。
3. 糖液 - 黒砂糖を湯に溶かして、糖液を作る。
4. 二次仕込み - 一次仕込みでできたもろみに糖液を加え、酵母の作用で糖分をアルコールに変える。
5. 蒸留 - アルコール発酵が完成したもろみを蒸留器にかけて、蒸発したアルコールを冷やして集める。
6. 検査、アルコール度数調整
7. 熟成 - タンク、木樽、甕などに入れて風味を良くする。
8. 割り水・包装 - 必要な場合、出荷する度数に水で薄めて、瓶などに入れ、ラベルを貼って出荷する。

- 三段仕込み

1. 製麹 - 粳米を蒸して、種麹を撒き、コウジカビ類を2日程度かけて繁殖させる。
2. 一次仕込み - 麹を水、酵母を入れた甕などに加え発酵させる。また、製麹期間が1日程度だけの半麹を用意する。
3. 二次仕込み - 一次仕込でできたもろみに半麹を加える。
4. 糖液 - 黒砂糖を湯に溶かして、糖液を作る。
5. 三次仕込み - 二次仕込みでできたもろみに糖液を加え、酵母の作用で糖分をアルコールに変える。
6. 蒸留 - アルコール発酵が完成したもろみを蒸留器にかけて、蒸発したアルコールを冷やして集める。
7. 検査、アルコール度数調整
8. 熟成 - タンク、木樽、甕などに入れて風味を良くする。
9. 割り水・包装 - 必要な場合、出荷する度数に水で薄めて、瓶などに入れ、ラベルを貼って出荷する。

### 麹
米のデンプンをブドウ糖に変えるための仕込みには、主にアスペルギルス属（Aspergillus）の3種の麹が使い分けられる。専門の種麹メーカー（もやし屋）から種麹を入手して使用する。
- 黄麹 - 蒸した米にコウジカビ（Aspergillus oryzae）を繁殖させたもの。胞子の色が黄土色から緑色を呈する。清酒、味噌、醤油など、日本の本土で発酵食品に多用されている。独特の華やかな香りを産み出す。旧来の薩摩芋焼酎や明治、大正時代の奄美の各種焼酎にも使われたが、現在はやんご花、碧い海、瓶仕込など、ごく一部の銘柄に限られる。
- 黒麹 - 蒸した米にアワモリコウジカビ（Aspergillus luchuensis）を繁殖させたもの。コロニーは胞子の性質で黒く見える。琉球泡盛の製造に伝統的に用いられているもので、黄麹に代わって使い始められた。重厚な風味がでるため、コクのある、個性の強い焼酎になる。龍宮、まーらん舟、らんかん、うかれけんむん、黒麹彌生不濾過、氣黒こうじ仕込、あじゃ黒、黒奄美、俊寛、壱乃醸朝日、陽出る國の銘酒、黒潮、めんしょりなどが使っている。芋焼酎、麦焼酎などに利用される例もでている。クエン酸を生成する性質があり、高い気温条件に強い。
- 白麹 - 白麹と呼ばれるものには黄麹の変種もあるが、黒糖焼酎を含む焼酎に用いられているのは1910年に河内源一郎が黒麹から分離した突然変異の変種カワチコウジカビ（Aspergillus luchuensis mut. kawachii。通称河内菌）である。胞子は純白ではなく、淡いベージュ色。軽い風味で、すっきりと飲みやすく、柔らかい口当たりの焼酎になるだけでなく、黒麹同様に品質も安定するため、現在の黒糖焼酎や芋焼酎などの主流として大多数の製品に使われている。木樽熟成して樽の風味を生かすのにも適する。西平本家、西平酒造などが最初に使い始めて広がった。

### 蒸留
もろみを単式蒸留装置に入れ、加熱し、蒸発したアルコール分、エステル類などの風味成分、水分を冷却して、集めたものが原酒となる。最初に集まったものを「初垂れ」（はなたれ。初留取り）、中間の部分を「本垂れ」、最後の部分を「末垂れ」と呼ぶ。一般に、最初に近いほうがアルコール度数が高く、香りもよいので、FAU、浜千鳥乃詩極、南の島の貴婦人などのように、初垂れだけを使った製品もある。

### もろみかす
蒸留し終えた液状の残り、すなわち蒸留残液をもろみかすという。さらに発酵させて、クエン酸やアミノ酸類に富むもろみ酢として利用する場合（奄美大島開運酒造など）があるが、沖縄県の泡盛の例ほど盛んではない。黒豚などの飼料の一部として配合して使う他、肥料として利用される。

## 類似の酒との違い

### 泡盛との違い
沖縄泡盛作りの技術が基礎となっているなど、地域的、歴史的に泡盛とは密接な関連があったが、現在作られている琉球泡盛と奄美黒糖焼酎には、原料、製造工程に大きな違いがある。
- 泡盛のアルコール発酵のための原料が米麹のみであるのに対し、奄美黒糖焼酎は固形の黒砂糖と米麹である。
- 泡盛が米麹に水と酵母を混ぜて発酵させてもろみとするのに対し、奄美黒糖焼酎は米麹に水と酵母を混ぜて発酵させる一次仕込みの後、黒砂糖を溶かした糖液を加えて発酵させる二次仕込みを行う。（できたもろみを1回だけ蒸留する点は同じ）
- 種麹には、泡盛では黒麹のみが使われるのに対して、現在の奄美黒糖焼酎は白麹が主流であるが、黒麹、黄麹を使うものもある。

なお、アメリカ統治時代に奄美群島や宮古、八重山などで「泡盛」と称して売られていたものは、実際は米麹に黒糖を加えた黒糖焼酎であった場合もある。米のみのものと区別する意味で純良泡盛と称する例もあった。

### 糖蜜を使う甲類焼酎との違い
日本の本土や韓国の甲類焼酎（現在の酒税法では「連続式蒸留焼酎」と称する）の多くは、現在糖蜜を原料に使用している。原料植物のサトウキビは黒糖焼酎と共通であるが、次のような違いがある。
- アルコール発酵の原料は、奄美黒糖焼酎が固形（ブロック）の黒砂糖（含蜜糖）を湯に溶かした糖液と米麹であるのに対して、甲類焼酎は白い砂糖に精製する際に副産する黒い廃糖蜜（モラセス）が主で、場合によっては少し煮詰めたサトウキビ絞り汁も使われる。また、甲類焼酎は糖蜜以外にイモ類、タピオカ、コーングリッドなどサトウキビや米以外の糖化用デンプン原料を組み合わせて使うことも可能である。
- 蒸留方法は、奄美黒糖焼酎がもろみを一定量ずつに分けて単式蒸留器で一度だけ蒸留する単式蒸留（多くは常圧蒸留）であるのに対して、甲類焼酎は連続式蒸留器（多くは減圧蒸留）で自動の流れ作業的に行われる。このため、甲類焼酎は風味に乏しいが、酎ハイやリキュールなどの原料としては癖のないものとなる。
- 蒸留した酒は、本格焼酎である奄美黒糖焼酎には度数調整用の水以外のものを加えられないのに対して、甲類焼酎は風味調整用の成分を加えることも可能である。また、風味を加えるために乙類焼酎を混和する場合もある。

### ラム酒との違い
ラム酒は原料植物のサトウキビが黒糖焼酎と共通であるが、次のような違いがある。
- ラム酒はサトウキビの絞り汁または製糖の際の副産物である廃糖蜜といった液体が原料であるのに対し、奄美黒糖焼酎の原料は固形の純黒砂糖と米麹である。また、ラム酒に米が使われることはない。
- ラム酒は絞り汁、糖蜜だけでなく、黒砂糖のような含蜜糖で作ることも、上白糖、ざらめの様な分蜜糖で作ることも規定の上では可能であるが、奄美黒糖焼酎は含蜜糖を冷やし固めた固形（ブロック）の黒砂糖しか使えない[15]。
- 蒸留方法は、奄美黒糖焼酎がもろみを一定量ずつに分けて単式蒸留器で蒸留する単式蒸留に限られているのに対して、ラム酒には制限がなく、連続式蒸留器で蒸留したものと、単式蒸留器で蒸留したものがある。
- ラム酒はスパイスド・ラム、または、フレーバード・ラムと称して、バニラなどの香辛料で香り付けをすることも可能であるが、本格焼酎として販売される奄美黒糖焼酎には水以外のものを加えることが許されていない[16]。
- 製品のアルコール度数は単式蒸留焼酎の一種である奄美黒糖焼酎が日本の酒税法で45度以下と規定されているのに対して、ラム酒はこの規定が適用されない。日本での販売に関してはスピリッツの95度以下が適用される。なお、現在の酒税は37度未満の場合、ラム酒を含むスピリッツは固定のため、単式蒸留焼酎よりも高い酒税が課せられる。37度-45度では酒税は同額である。

## 歴史
鹿児島県では焼酎という語が書かれた1559年の木片が伊佐市の郡山八幡神社から見つかっており、どぶろく同様に米、麦、キビなどが使われていたと考えられる。1623年ごろよりは、奄美群島から薩摩藩への焼酎献上が行われていたことも、文献に残されているが、その原料は不明である。奄美大島にサトウキビ栽培は直川智（すなおかわち）が1610年ころ中国福建から持ち帰り現在の大和村戸円礒平に植えたことに始まるされるが、醸造に使われるようになるには一定の時間を要したと考えられる。
江戸時代、1850年ごろから1853年ごろに奄美大島に遠島となった名越左源太（なごやさげんた）によって書かれた『南島雑話』には、シイの実、ソテツの実（なり）のでん粉、アワ、ムギ、サツマイモ、ユリの根によるものに加えて、サトウキビ汁（糖蜜）による焼酎作りが記録されており、「留汁焼酎（とめじるしょうちゅう）」として登場する。しかし、この頃、薩摩藩は奄美で作られる黒糖は全て年貢として納めさせて資金源としていたので、サトウキビによる焼酎作りは禁止されたことも記されている。実際には密造もあったのか、江戸時代後期の『江戸買物独案内』（1824年刊）には「砂糖せうちう」が銘酒として挙げられている。
明治時代になって、自家製造焼酎としての黒糖焼酎が、奄美群島各地で造られる。ソテツでん粉で黄麹を作り、煮たサツマイモと砂糖を加えて発酵させるのが一般的であった。大正時代に入ると、1916年に喜界島で喜禎酒造所（現朝日酒造）が開業、1922年に奄美大島の名瀬村で弥生焼酎醸造所が開業、1925年には沖縄の首里から西平家（現西平本家）が喜界島に移り住み泡盛を製造するなどして、販売を目的とした蒸留酒の製造が本格化した。しかし、第二次世界大戦によって、米不足となり、原料としての黒糖の重要性が増す一方、海軍特攻隊の中継地となっていた喜界島の蔵元は1945年に米軍の爆撃被害を受けて壊滅した。
1945年の敗戦により、奄美群島は沖縄本島、宮古列島、八重山列島、トカラ列島などとともにアメリカ合衆国の統治下に置かれ、奄美大島に臨時北部南西諸島政庁が開設された。奄美群島はもともと経済的自立が難しかった地域の上に、戦後は物資不足となり、11月から特例的に課税を前提に自家用酒の製造許可が出された。これによって奄美群島では各地の集落に小規模な醸造所が多数生まれた。もともと泡盛を作っていた蔵元は、米での製造を始めたが、やはり米の確保が難しく、生産量は限られた。米に代わって使われた原料は黒糖やソテツでん粉であった。当時、稲の作付面積は少なく、不足した上に、従来日本の本土に出荷していた黒糖が出荷ができなくなって余ったため、代替の焼酎原料として使われた。
1947年には大島中央農業会が名瀬の蘇鉄味噌工場で焼酎の製造を開始し、一般販売された。他にも空襲の結果喜界島から移転を余儀なくされた西平酒造など、専門の蔵元が製造を開始し、同年の奄美群島の焼酎生産量は1000石（18万リットル）程度になり、食用にしにくいソテツでんぷんや屑芋だけで作るように呼びかけられることもあったが、自家用酒から得られる酒税は政庁の最大の税収となっていた。
1950年2月、大島酒造組合が衛生問題や脱税問題を理由に自家用酒製造の禁止を陳情、協議の結果、4月から自家用酒の製造は禁止となり、税務署の暫定的な免許を取得した上で集落毎に月産1石（180リットル）までの酒造所を設けることを認める方式となった。
1951年のサンフランシスコ講和条約調印によって、1952年4月1日から奄美群島は沖縄本島の琉球政府奄美地方庁の管理下に変わった。法律も琉球立法院が定めることとなり、1952年7月28日には琉球政府の立法である「酒税法」が定められた。焼酎の原料として、米、麦、粟、黍などの穀物や馬鈴薯、甘藷などの芋の他、ソテツ、でんぷん、砂糖、糖蜜、糖水（サトウキビの絞り汁など）、酒粕が明記され、年間100石以上でないと製造免許が与えられなくなった。
1953年12月25日の奄美群島本土復帰によって、奄美群島の復帰に伴う法令の適用の暫定措置等に関する法律（昭和28年法律第267号）が施行され、日本の法体系が適用されるようになった。当時の酒税法では、焼酎の原料として砂糖などの含糖物質の記載がなかった。黒糖を使った蒸留酒はラム酒と同じスピリッツに属し、約3割高い税額となり、販売に支障がでるおそれがあったが、国税庁に陳情の結果、政令によって奄美群島への酒税法適用が1954年6月まで猶予された。合わせて、1954年5月には酒税法施行規則が改正されて、黒糖を原料にした乙類焼酎の製造が可能となり、さらに1959年12月25日に国税庁が基本通達を出し、大島税務署の所管する奄美群島でのみ米麹の使用を条件に認められることとなった。
1960年代以降、大島税務署の指導により「共同瓶詰会社」を設けて零細な蔵元から原酒を買い上げ、ブレンドした上で瓶詰めし出荷する体制が整備された。ブレンドにより酒質が安定すること、瓶詰会社に営業担当を置くことで零細蔵元は酒造りに専念できることなどの利点があり、奄美大島の大島食糧、徳之島の奄美酒類、沖永良部島の沖永良部酒造が発足している。これらの再編や名瀬市街での個人酒造場の廃業や法人化により、蔵元の数は減少した。また、1964年に施行された「甘味資源特別措置法」や国内での分蜜糖生産振興策によって、奄美群島のサトウキビ資源の多くが大規模な製糖工場で使われるようになり、黒糖生産量は減少したが、焼酎原料分はなんとか確保できていた。1970年代までの黒糖焼酎の生産量は一酒造年度（12か月）で4000キロリットル程度に過ぎなかったが、1980年代前半の焼酎ブームで、倍増した年度もあった。地元で確保しきれなくなった黒糖は沖縄県から調達された。1989年には砂糖消費税法が廃止され、酒税法の改正が行われた。
1990年の米不足と在庫過多により、製造量は減少し、米麹の原料は国産米からタイ米へ切り替えられた。ただし、一部には風味を尊重して、現在も国産の破砕米を使用している蔵元もある。1990年代から、奄美大島内の周辺町村で新規事業者の参入や事業の拡大のための工場の移転などによって、蔵元は各市町村に分散化した。また、1991年には初の減圧蒸留装置を備えた大型工場が富国製糖内に誕生した。原料需要も増えたことで、1993年以降、一部の工場では外国産の黒糖も使用されるようになった。
2000年代に入ると出荷量が拡大、特に関東地方などの県外への出荷が増え、2003年には生産量が10000キロリットルを突破した。出荷量が増え、減圧蒸留や低度数で飲みやすさを追求した製品が増えた一方で、地元の黒糖使用にこだわった銘柄や、熟成方法に工夫を凝らした銘柄など、香りなどに特長を出して差別化を図る例も見られた。
2007年、東京農業大学の小泉武夫教授の提案で、5月9日と10日が「こくとう」の語呂合わせで奄美黒糖焼酎の日となる。
2008年に改正された現行の酒税法第23条の規定では、1キロリットル当たりの酒税は、黒糖焼酎を含む蒸留酒類はアルコール度数21度未満は一律20万円、21度以上は1度ごとに1万円が加算され、度数×1万円となっているのに対して、ラム酒を含むスピリッツ、ウイスキー、ブランデーは例外的に37度未満は一律37万円となった。このため、37度以上の場合、ラム酒と黒糖焼酎にかかる酒税は同額となった。
2009年2月6日、地域団体商標「奄美黒糖焼酎」の文字商標を登録。2010年8月6日、地域団体商標「奄美黒糖焼酎」の図形商標（ロゴマーク。太陽と海と奄美群島の地図をデザイン）を登録。産地、商品を明確に識別できるようにした。
2015年11月1日 - 鹿児島県酒造組合が募集、選出した第1回「ミス奄美黒糖焼酎」、「ミス薩摩焼酎」を発表、任期1年間でPR活動を担当。

## 地区別の蔵元と銘柄
太字は主要銘柄。作られなくなった銘柄（†印）、限定銘柄、相手先ブランド名製造品も含まれる。

### 奄美大島

#### 奄美市
- 有限会社富田酒造場 - 龍宮、龍宮蔵割り、まーらん舟、かめ仕込、らんかん、宝もん、古酒だもん、朝潮、宝島†
- 西平酒造株式会社 - 珊瑚、加那、加那伝説「凜」、加那伝説「華」、カナ伝説悠々†、巴モワ、カナ・ヱグゼ†

- 株式会社西平本家 - せえごれ、八千代、八千代ゴールド、氣、氣黒こうじ仕込、原酒氣、天孫岳、原酒天孫岳、奄美大島、よーおりよーおり、島一番、奄美海咲、和のらむ、SCHON、杜乃かんざし
- 合資会社弥生焼酎醸造所 - 彌生、ゴールド彌生、彌生みんがめ、彌生原酒、黒麹弥生不濾過、まんこい、まんこい白、荒ろか、碧い海、瓶仕込、太古の黒うさぎ、紬の里

#### 龍郷町
- 奄美大島酒造株式会社 - 浜千鳥乃詩、浜千鳥乃詩原酒、浜千鳥乃詩黒丸ゴールド、浜千鳥乃詩和、浜千鳥乃詩極、高倉、高倉原酒、JOUGO、やんご、やんご花、赤翡翠、ガジュマルの樹の下で、せぇみしょれ、浜千鳥†、神泉†、奄美夢幻†
- 町田酒造株式会社 - 里の曙、里の曙瑞祥、里の曙白角、里の曙GOLD、里の曙原酒、奄美の杜、奄美の杜長期貯蔵、一村、住の江、龍郷、江戸町奉行、御苑、歌舞伎、
- 有限会社山田酒造 - あまみ長雲、長期熟成貯蔵あまみ長雲、長雲一番橋、長雲山田川、あまみ長雲大古酒、花おしょろ、嶺義、きょらじま、大勝†

#### 宇検村
- 株式会社奄美大島開運酒造 -Lento† れんと、FAU、うかれけんむん、紅さんご、東富士、ネリヤカナヤ、武彦、開運伝説、大還暦、愛加那、開饒、甚松、１/ｆゆらぎ

### 喜界島
- 朝日酒造株式会社[27] - 朝日、壱乃醸朝日、飛乃流朝日、朝日甕壺貯蔵、奄美黒潮、陽出る國の銘酒、神喜の目覚め、島育ち、たかたろう、南の島の貴婦人、黒糖物語、慶杯
- 喜界島酒造株式会社[27] - 喜界島、喜界島荒濾過黒糖、喜界島クレオパトラアイランド、喜界島黒つぼ、しまっちゅ伝蔵、キャプテンキッド、三年寝太蔵、咲酒由羅王、沙羅、俊寛、せいら、重千代、特攻花、南の風†、雁股の泉、鬼が島†

### 徳之島
- 株式会社奄美大島にしかわ酒造[28] - 島のナポレオン、あじゃ、あじゃ黒、天水百歳、あまんゆ、KUPIKUPI、ざわわ、王紀、帝、倭、天帝七宝、徳之島群星、徳之島星波、珊瑚の唄、珊瑚の島、必勝○赤、必勝○白
- 奄美酒類株式会社（有限会社亀澤酒造場、高岡醸造株式会社、天川酒造株式会社、中村酒造株式会社、有限会社松永酒造場[29]） - 奄美、黒奄美、ブラック奄美、奄美エイジング、奄美フロスティー、奄美クオリティ、奄美瑠璃色の空、奄美の匠、奄美長寿の酒、煌の島奄美、ときめきの島奄美、奄美夢紀行、奄美神之嶺、奄美古酒、奄美祝酒、奄美益益繁盛、奄美情熱、秋利神、徳三宝、奄美の隠し酒、杜氏の隠し酒、トライアスロンIN徳之島、徳之島闘牛、まぶらってぃ
- 高岡醸造株式会社[30] - 世萬代[31]

### 沖永良部島
- 沖永良部酒造株式会社[32]（有限会社沖酒造、有限会社神崎産業、有限会社竿田酒造[33]） - 稲乃露、稲乃露祝、白ゆり、はなとり、花恋慕、わだつみの雫、えらぶ、めゃらび、めんしょり、まぁさん
- 新納酒造株式会社[34] - 天下一、天下一寿、天下無双、黒糖焼酎、水連洞、水連洞秘蔵酒、をちみづ
- 原田酒造株式会社[34] - 昇龍、昇龍白ラベル、昇龍BARREL、昇龍眠龍 、スター昇龍、満月、バーレル1983、奇跡の嶌、好太郎、蔵椿、魔峡の雫

### 与論島
- 有村酒造株式会社 - 島有泉、有泉†、有泉ゴールド、ヨロン島

## 製造を終止した蔵元

### 奄美市
- 大島食糧株式会社 - 緋寒桜、あまみ六調、あまみ六調原酒、あまみ六調ちぢん、六調黒、六調白フロスト、六超、あまみ太古林金作原、まじむん、愛加那

### 瀬戸内町
- 株式会社天海の蔵 - 天海、瀬戸の灘、瀬戸の灘とっくり、海見ゴールド、加計呂麻、ゆりむん、ホノホシ、川智、蔵郷、松村健郎、きゅらむん、目母路志、未来への扉

## 奄美大島酒造協同組合
現在、上記の製造を行っている蔵元および共同瓶詰め会社のすべてが奄美大島酒造協同組合に加盟しており、組合員が黒糖を原料に作る本格焼酎に奄美黒糖焼酎の地域団体商標を使用している。

## 利用
飲用の他、豚骨料理、煮物などの奄美料理の風味付けに使われる場合もある。奄美群島で風邪気味の時に飲む卵酒にも黒糖焼酎が使われる。また、ハブ酒、梅酒などのリキュールを仕込む原料や製菓原料としても使われている。

### 飲み方
他の焼酎と同様に、ストレート、オンザロック、水割り、お湯割り、ソーダ割り、サワー、ウーロン茶割りなどにする。また、一部では、沖縄における泡盛と同じように、牛乳割り、コーヒー割りなども行われている。水割りの場合、前日に割り水をして、冷蔵庫で冷やしておく方が、その場で作るよりも水とアルコールがなじんでまろやかになるという意見もある。お湯割りでは、芋焼酎などと同様に、先に湯を入れてから焼酎を注ぐ方が香りがよいとされる。鹿児島県で栽培が盛んなタンカン、スモモなどの果汁を加えることもある。喜界島では特産の花良治みかんをスライスして沿えたり、果汁で割ったりもされる。また、奄美群島独特の飲み方として、パッションフルーツの実を切って猪口代わりにし、中の果汁や種とともに飲む方法も行われている。他に、ミント、パプリカ、トウガラシ、シソの葉などを添える飲み方も提案されている。

#### 文化
労働の後の晩酌のことを奄美大島ではだれぅやめぅ、だりやみ（垂れ止め）などというが、だるさを取るという意味が込められていて、薩隅方言でもだいやめ、だれやめという。坪山豊が奄美方言で歌った新民謡の「晩酌ぐゎ」（だれぅやめぅぐゎ）は、日が落ちたら昼間を忘れて晩酌の黒糖焼酎を飲み明かそうという内容が歌われている。
鹿児島県と宮崎県の一部では、酒席で二人が向かい合って座り、互いの手の中に握った木の棒（短く折った箸も使われる）の数（0-3本）の合計を当てるなんこという遊びがあり、相手に当てられて負けると杯の焼酎を飲み干す。本土では芋焼酎を使うが、奄美では黒糖焼酎を使う。鹿児島市、奄美市笠利町や喜界町、都城市などで酒宴の際に盛んに行われる。また、旧時は片手を出すと同時に、相手の指との合計数を言って、正答が出れば相手が負けて酒を飲むさめも行われた。
与論島では与論献奉（よろんけんぽう）という、主人が口上を述べながら、客人に順に杯に注いだを勧め、客人も口上を述べてから黒糖焼酎を飲み干す儀礼がある。1965年ごろまでは杯が1リットル以上入るほど大きく、大杯酒反対運動を与論島の婦人会が行った結果、各人に小さいめいめい杯が用意され、献奉にもそれを使うように変わった。友ひとみが歌ったご当地ソング「与論島慕情」にも与論献奉が出てくる。
奄美群島では正月に三献（さんごん、さんぐん）と呼ばれる、順に料理出して、黒糖焼酎を飲む儀礼を行う。奄美大島では、一の膳のむちぬすいむん（餅の吸い物、雑煮）、二の膳（刺身）、三の膳のうゎーぬすいむん（塩豚と大根などの吸い物。または鶏肉などの吸い物）を出し、膳毎に主人が同席者に黒糖焼酎を注いで飲み、最後に塩盛りと呼ばれる干物（するめや魚）、昆布、塩を食べる。浜下り、八月踊り、豊年祭などの年中行事にも黒糖焼酎は欠かせない。
徳之島では、旧時仲人が娘のいる家に縁談を持ちかけに行く時は、三合瓶小（さんごびんぐぁ）に入れた黒糖焼酎を着物の中に「懐酒（ほしころぜえ）」として入れて行き、縁談がまとまると取りだして、酌み交わすことが行われていた。
なお、同じ鹿児島県でも、薩摩地方で芋焼酎を黒ぢょかと呼ばれる急須に似た陶器の銚子で燗をしながら飲むような飲み方は通常行われない。

### リキュール原料
黒糖焼酎にハブ、タンカン、スモモ、ウメの実、ショウガなどを漬け込み、リキュールとしたものが奄美大島、徳之島などで作られ、ハブ酒、たんかん酒、すもも酒、梅酒、生姜酒などの名で販売されている。パッションフルーツ果汁を加えたものもある。徳之島町は国税庁から「徳之島地域資源果実酒・リキュール特区」に認定されており、リキュール製造免許の最低製造数量基準が年間1,000リットルに下げられている。なお、家庭内消費用に自分で黒糖焼酎にウメを漬け込んでも香り高い梅酒が作れる。ただし、全国的なブランドから「黒糖梅酒」として市販されているものはホワイトリカー（焼酎甲類）を使用し、黒砂糖で甘味を付けたものであって、黒糖焼酎にウメを漬け込んだものではない。

### 製菓原料
奄美大島開運酒造のれんとはゼリーやチョコレートの原料にも使われている。また、喜界町にもジュレがある。他にもケーキの香り付けなどの例がある。奄美群島以外では、北隣の宝島（トカラ列島、鹿児島郡十島村）で特産のビワと奄美黒糖焼酎を使ったジャムが製造されている。

## 黒糖焼酎に関する作品
- 「晩酌ぐゎ」 - 奄美大島宇検村の唄者坪山豊による新民謡。CDアルバム『唄袋の島から』（セントラル楽器、1997年9月）所収。
- 『Emotional Beat』 - 奄美大島出身のVOX IVによる公式黒糖焼酎応援歌。1998年6月14日発売。
- 『スラヨイ黒糖』 - 奄美大島瀬戸内町出身の久永さとみによる公式黒糖焼酎応援歌。2013年7月10日発売。